# Korbacher Spalte

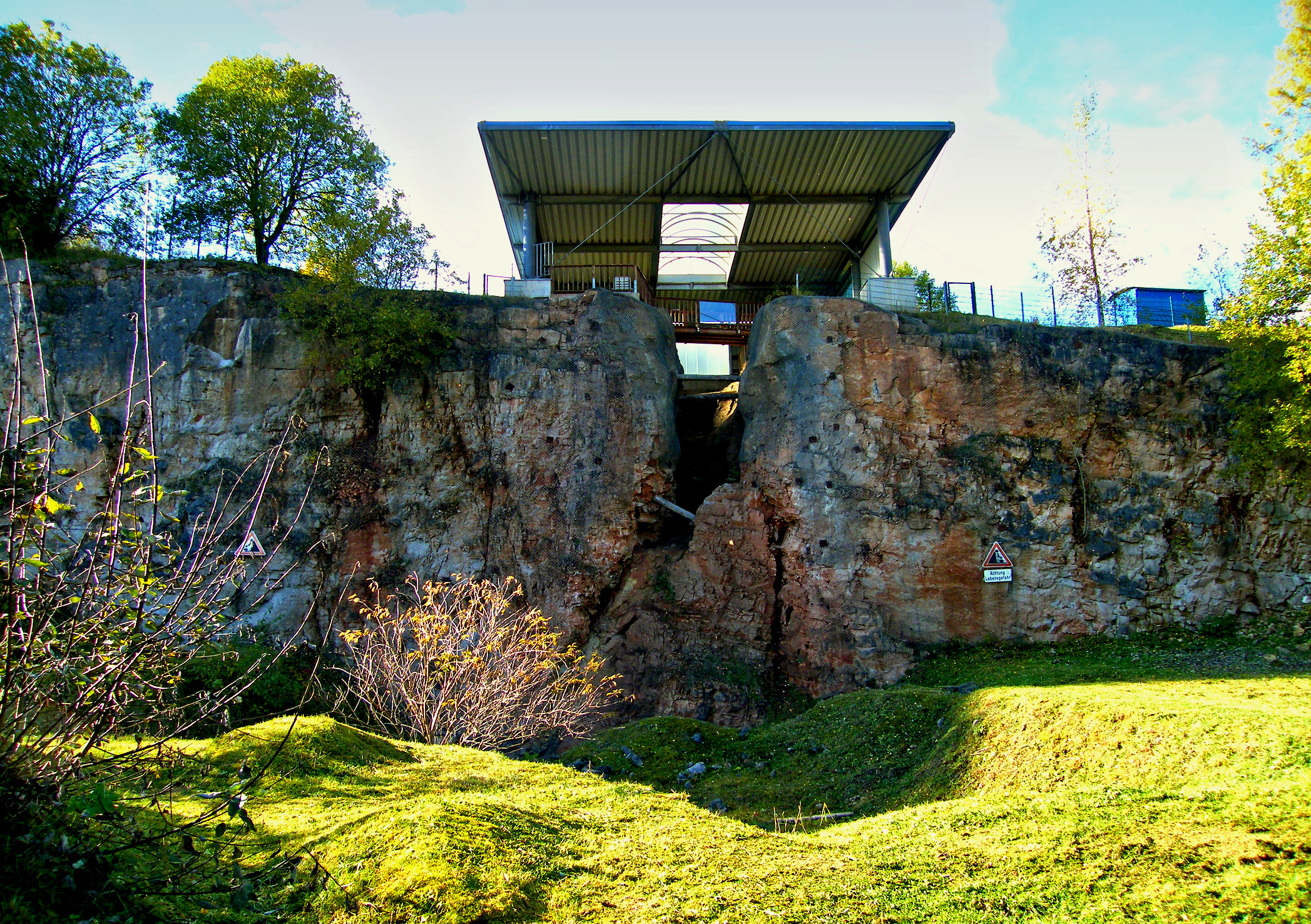
Korbacher Spalte

De Korbacher Spalte is een kloof in de Duitse deelstaat Hessen met sedimenten uit het Perm van 256 miljoen jaar oud.
Tot de fossielen van deze locatie behoorde dat van de cynodont Procynosuchus, de pareiasauriër Parasaurus, Protorosaurus en niet nader te classificeren materiaal van captorhiniden en dicynodonten. In het Laat-Perm lag het gebied van de Korbacher Spalte nabij de evenaar en was het een kustwoestijn langs de zogenoemde Zechstein-zee. 